# Victoria Smurfit
Victoria Smurfit, née le 31 mars 1974 à Dublin en Irlande, est une actrice irlandaise. Elle est connue pour son rôle du DCI Roisin Connor dans la série Scotland Yard, crimes sur la Tamise.

## Biographie

### Études
Formée à l'école d'art dramatique de l'Old Vic de Bristol, où elle joue notamment « Le Roi Lear », « Peines d'amour perdues » et « Mansfield Park », elle se produit sur scène dans « Translations », « 10 Rounds » et « Stags and Hens ».

### Carrière
Victoria Smurfit tourne dans Le Gardien du manuscrit sacré de Paul Hunter et dans Pour un garçon de Chris et Paul Weitz aux côtés de Hugh Grant et Toni Collette, après avoir notamment joué dans La Plage de Danny Boyle, The Leading Man de John Duigan et The Run of the Country de Peter Yates, avec Albert Finney.
Découverte à la télévision dans la mini-série Ivanhoe, où elle interprétait Lady Rowena, Victoria a également joué Orla dans la série Ballykissangel, diffusée sur la BBC et assure ensuite la vedette de la série de Lynda LaPlante, Scotland Yard, crimes sur la Tamise, de 2003 à 2009.
En 2014, elle obtient le rôle de Cruella d'Enfer dans la deuxième partie de la saison 4 de Once Upon a Time diffusée sur ABC.

### Vie privée
Elle épouse Douglas Baxter le 29 juillet 2000. Elle a eu 3 enfants avec lui, 2 filles et un garçon. Elle divorce en 2014.

## Filmographie

### Cinéma
- 1995 : The Run of the Country de Peter Yates
- 1996 : The Leading Man de John Duigan
- 1996 : Romance and rejection
- 1998 : So this is Romance
- 2000 : The Wedding Tackle : Clodagh
- 2000 : La Plage de Danny Boyle : Weather girl
- 2000 : North square
- 2002 : Pour un garçon : Suzie
- 2002 : The Last Great Wilderness
- 2003 : Le Gardien du manuscrit sacré de Chris Weitz et Paul Weitz : Nina

### Télévision
- 1997 : Ivanhoé : Rowena
- 1998 : Berkeley Square : Hannah Randall
- 1998-1999 : Ballykissangel : Hannah Randall : Orla O'Connell
- 2000-2001 : Cold Feet : Jane Fitzpatrick
- 2003-2009 : Scotland Yard, crimes sur la Tamise : DCI Roisin Connor
- 2006 : The Shell Seekers : Olivia Keepling
- 2010 : Miss Marple (épisode : Le Miroir se brisa) : Ella Blunt
- 2013-2014 : Dracula : Lady Jayne
- 2014 : Mentalist : Monica Giraldi (épisode Dernière chance)
- 2014-2016 : Once Upon a Time : Cruella d'Enfer
- 2021 : Le Tour du monde en quatre-vingts jours : Lady Clemency Rowbotham
- 2024 : Rivals : Maud O'Hara